# جيمس هووكر سترونج
جيمس هووكر سترونج (بالإنجليزية: James Hooker Strong)‏ هو ضابط أمريكي، ولد في 26 أبريل 1814 في كاناندياجو في الولايات المتحدة، وتوفي في 28 نوفمبر 1882 في كولومبيا في الولايات المتحدة.